# Macierzyństwo (rzeźba Sławomira Mieleszki)

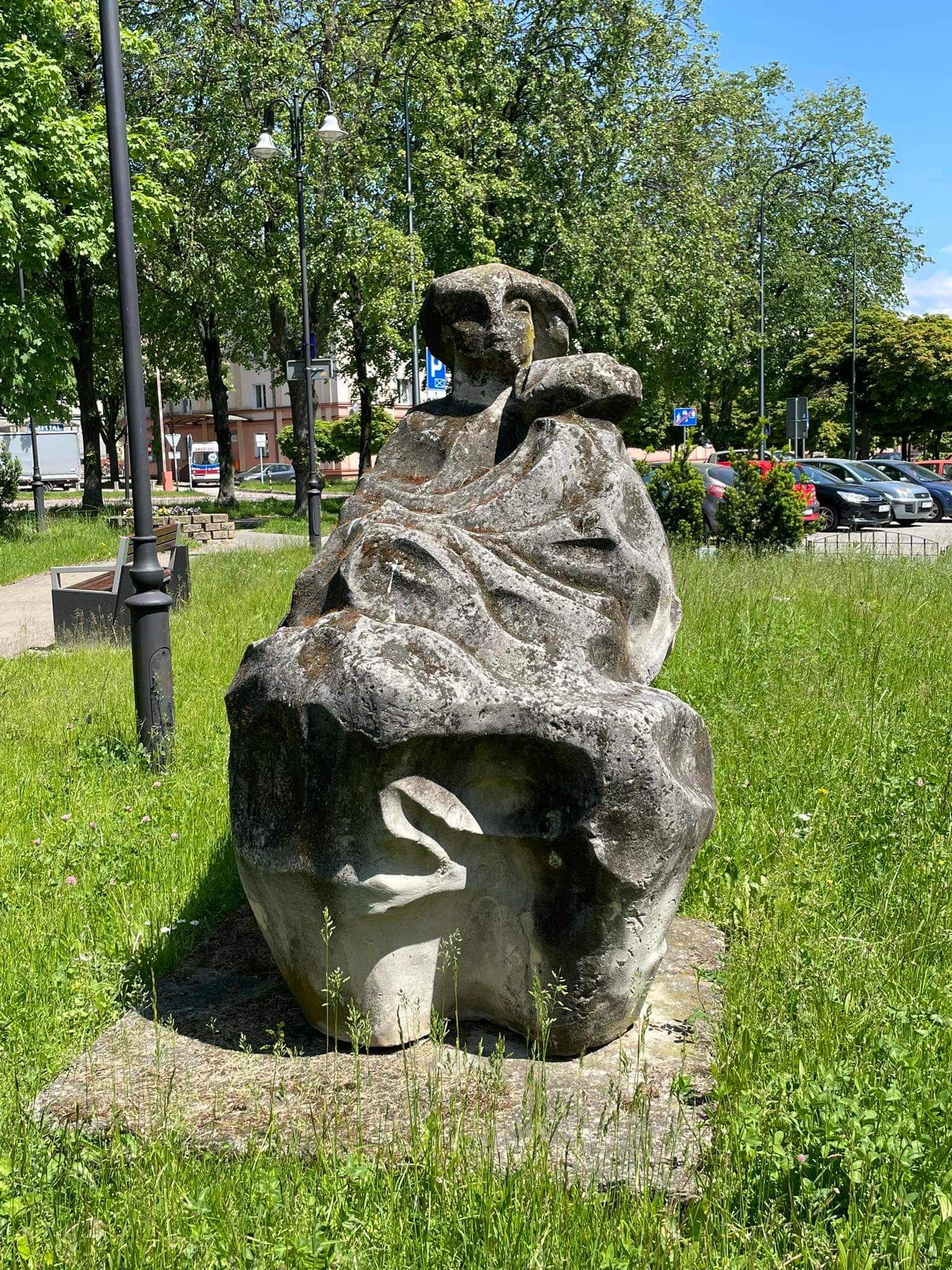
Stan rzeźby – czerwiec 2023 r.

Rzeźba pt. „Macierzyństwo” – rzeźba autorstwa prof. Sławomira Mieleszki, wykonana w wapieniu pińczowskim podczas I Pleneru Rzeźbiarskiego w Świdniku w latach 1976–1977. Ma 2 metry wysokości i obecnie znajduje się na skwerze przed Miejskim Ośrodkiem Kultury w Świdniku.

## Prof. Sławomir Andrzej Mieleszko
Urodził się w 1938 roku w Nowym Świerżniu (dzisiejsza Białoruś), a w 1946 roku wraz z rodziną przeprowadził się do Krzczonowa. W 1957 roku zdał egzamin do Państwowej Wyższej Szkoły Sztuk Plastycznych w Poznaniu, na Wydział Rzeźby. Po ukończeniu studiów zamieszkał w Świdniku i tam rozpoczął działalność twórczą. W 1975 r. rozpoczął pracę na Wydziale Artystycznym UMCS w Lublinie. Był wieloletnim dyrektorem Instytutu Wychowania Artystycznego UMCS i profesorem w Zakładzie Rzeźby Monumentalnej. Otrzymał Nagrodę Ministra Kultury i Sztuki za całokształt pracy twórczej, Krzyż Kawalerski Orderu Odrodzenia Polski, medal Ministra Edukacji Narodowej i wiele innych nagród. Pod koniec życia mieszkał w Warszawie. Zmarł 13 maja 2021 roku.

## I Plener Rzeźbiarski w Świdniku
Został zorganizowany w latach 1976–1977 z inicjatywy prof. Sławomira Mieleszki. Plener miał na celu zarówno umożliwienie tworzenia artystom, jak i przełamanie industrialnej przestrzeni miasta. Za plener odpowiedzialni byli Urząd Miejski w Świdniku i Zakłady Artystyczne ZPAP ART w Lublinie, a wspomagającymi byli m.in.: WSK Świdnik, PGKiM, Spółdzielnia Mieszkaniowa, GS Sch, WSS Społem. Podczas pleneru powstało 7 rzeźb.